# Двинский, Эммануил Яковлевич
Эммануил Яковлевич Двинский (писательский псевдоним — А. Володин; 6 марта 1910, Одесса — 27 апреля 1985, Москва) — известный советский журналист, кинорежиссёр

 и сценарист; москвовед, автор многочисленных путеводителей по Москве и её архитектурным памятникам.

## Биография
Эммануил Яковлевич Двинский родился 6 марта 1910 года в Одессе, в семье ремесленника. Затем семья переехала в Смоленск. Начал трудиться с 16 лет, переменил много профессий, при этом всегда мечтая стать журналистом. Поступил в Ленинградский институт журналистики, но не смог окончить его из-за материальных трудностей.
С 1930 года Э. Я. Двинский поселился в Москве, стал работать в «Крестьянской газете», вступил в Союз журналистов. Много писал он сценариев для научно-популярного кино, вместе с известными режиссёрами и сценаристами участвовал в создании ряда мультипликационных фильмов, работал также в Радиокомитете.
Начиная с 1950-х годов москвоведение занимает главное место в творчестве Э. Я. Двинского. В общей сложности тиражи его книг о Москве достигли миллиона экземпляров. Большая их часть печаталась в издательстве «Московский рабочий».
Его выдержавшая три издания книга-путеводитель «Москва: Спутник туриста» впервые вышла в 1957 году (под псевдонимом А. Володин). Она стала первым за послевоенные годы авторским путеводителем по столице. Разделы вышедшего до него в 1954 году краткого путеводителя по Москве под редакцией Ю. Родионова были составлены из очерков многих авторов.
Был автором ряда статей в словарной части энциклопедии «Москва», вышедшей в издательстве «Советская энциклопедия» в 1980 году.
Э. Я. Двинский умер 27 апреля 1985 года. Похоронен в Москве на Кунцевском кладбище (участок 10, место 4193).

## Семья
- Сын: Владимир Эммануилович Двинский (1940—2019) — российский кинорежиссёр, действительный член Российской академии кинематографических искусств «Ника», председатель правления Московского еврейского культурно-просветительного общества (МЕКПО).

## Труды

### Книги о Москве
- Уголок имени Дурова. — М., 1956, 1959, 1979.
- Москва. Спутник туриста. — М., 1957, 1961, 1964.
- Москва. Цветной фотоальбом. — М., 1963, 1967.
- Я шагаю по Москве. Путеводитель для туриста. М., 1966.
- Москва от А до Я. — М., 1969, 1976.
- Москва. Краткий путеводитель. — М., 1971.
- 3 часа в Москве. (В 6 книжках). — М., 1978.

Посмертное издание
- Двинский Э. Я. Кольца и радиусы Москвы: Путеводитель. — М.: Московский рабочий, 1986. — 480 с., ил. — 50 000 экз.

## Фильмография

### Режиссёр
- 1935 — «Квартет» (мультфильм) — совместно с П. Сазоновым, А. Ивановым

### Сценарист
- 1935 — «Квартет» (мультфильм) — автор сценария совместно с П. Сазоновым, А. Ивановым
- 1936 — «Лиса-строитель» (мультфильм) — автор сценария
- 1937 — «Волшебная флейта» (мультфильм) — автор сценария совместно с Ю. Коноваловым, А. Ивановым
- 1937 — «Любимец публики» (мультфильм) — автор сценария совместно с И. Склютом, А. Ивановым
- 1937 — «Сладкий пирог» (мультфильм) — автор сценария совместно с Ю. Коноваловым
- 1943 — «Краденое солнце» (мультфильм) — автор сценария совместно с И. Ивановым-Вано
- 1947 — «Квартет» (мультфильм) — автор сценария совместно с П. Сазоновым, А. Ивановым

### Художник-постановщик
- 1935 — «Квартет» (мультфильм) — совместно с П. Сазоновым, А. Ивановым